# 許して…
許して…（ゆるして）は、1992年7月1日に発売された大野幹代のソロ・デビューシングル。

## 概要
CoCoとしては4番目となるソロ・デビュー（5番目は宮前真樹）作品。先にソロデビューした三浦、瀬能、羽田とは一味違った大人っぽいイメージの楽曲に仕上がった。

## 収録楽曲
1. 許して…（作詞：松井五郎、作曲：都志見隆、編曲：船山基紀）
2. 君は知らない（作詞：和泉ゆかり、作曲：いしいめぐみ、編曲：山川恵津子）
3. 許して…（オリジナル・カラオケ）
4. 君は知らない（オリジナル・カラオケ）

## カタログ
- CD：PCDA-00327
- カセット：PCSA-00213